# Sedrina
Sedrina là một đô thị ở tỉnh Bergamo trong vùng Lombardia của nước Ý, có vị trí cách khoảng 50 km về phía đông bắc của Milano và khoảng 10 km về phía tây bắc của Bergamo. Tại thời điểm ngày 31 tháng 12 năm 2004, đô thị này có dân số 2.548 người và diện tích là 6,0 km².
Sedrina giáp các đô thị: Brembilla, Sorisole, Ubiale Clanezzo, Villa d'Almè, Zogno.
Sedrina là nơi sinh của Felice Gimondi.